# Titan (roman)
Titan este un roman științifico-fantastic scris de autorul american John Varley, prima carte din trilogia sa Gaea. A fost publicat în 1979 de editura Berkley. A câștigat în 1980 Premiul Locus pentru cel mai bun roman științifico-fantastic și a fost nominalizat la Premiul Nebula pentru cel mai bun roman în 1979 și la Premiul Hugo pentru cel mai bun roman în 1980.

## Cadru
Trilogia descrie întâlnirea omenirii cu o ființă vie pe orbită în jurul planetei Saturn și având forma unui tor Stanford cu un diametru de 1300 km. Aceasta este locuită de mai multe specii extraterestre, mai ales de ființe asemănătoare centaurilor denumite Titanide.

## Prezentare
O expediție științifică către planeta Saturn din 2025, la bordul navei "Ringmaster", descoperă un satelit ciudat pe orbită în jurul planetei. Comandantul navei este Cirocco Jones, o femeie de carieră de la NASA; ea este însoțită de astronomul Gaby Plauget, de clonele gemene fizicienii  April și August Polo, pilotul Eugene Springfield, medicul Calvin Greene și inginerul Bill (al cărui nume de familie nu este specificat).
Pe măsură ce se apropie de satelit, își dau seama că este un tor imens, un habitat de tip tor Stanford. Înainte de a putea raporta acest lucru către Pământ, nava este agățată de cabluri și trasă spre obiect. Echipajul ajunge în stare de inconștiență și se trezește mai târziu în interiorul habitatului. Inițial separați, Cirroco și Gaby se regăsesc și călătoresc împreună prin lumea din tor pentru a găsi restul echipajului terestru.
Pe măsură ce povestea progresează, ei îl găsesc pe Calvin care trăiește ca un companion în interiorul unui "Blimp", un gazon inteligent de un kilometru lungime, unul din multele care plutesc pentru totdeauna în aerul din interiorul habitatului. Calvin poate să vorbească cu Blimp și să înțeleagă răspunsurile sale, care constau în fluierări. Numele acestui Blimp este "Whistlestop", în termeni umani. Calvin îi ajută pe Gaby și Cirocco să găsească ceilalți membri ai echipajului (cu excepția lui April). El decide în cele din urmă să-i părăsească pe colegii săi umani ca să trăiască permanent cu Blimp.
Ceilalți se întâlnesc cu Titanidele, ființe asemănătoare cu centaurii, care vorbesc un limbaj bazat pe muzică. Cirocco constată că are capacitatea de a le vorbi limba. Titanidele se află într-o stare de război perpetuă cu Îngerii, un fel de păsări umanoide. Ei se luptă din cauza unui impuls care se declanșează atunci când se află aproape unul de altul, dar nu știe nimic despre acest impuls.
Oamenii învață de la Titanide că există o inteligență care controlează tot, numită Gaea, care trăiește la 600 de kilometri deasupra lor, în centrul torului. Cirocco, Gaby și Gene decid să urce în acest loc folosind cablurile de sprijin care mențin structura împotriva forței centrifuge. În timpul călătoriei, comportamentul lui Gene devine din ce în ce mai dezordonat. El violează pe Gaby și pe Cirocco. Crede că a ucis-o pe Gaby în timp ce-o urmărește pe Cirocco, doar că Gaby nu este moartă și în cele din urmă îi taie urechea cu o secure. După ce el trece, Gaby îi distruge fața. Ele scapă de Gene și continuă să meargă mai departe. Ele ajung într-una din spițele roții mari. Acolo o găsesc pe April, care a fost transformat-o într-un Înger. Ea, ca și ceilalți Îngeri, este singură prin natură și cu greu poate suporta să fie aproape de ei.
În cele din urmă, ajung în centru și o găsesc pe Gaea, care le apare ca o femeie de vârstă mijlocie. Ea le explică faptul că marea roată este foarte veche, iar unele dintre inteligențele regionale s-au răzvrătit împotriva centrului. De fapt, ea a fost una dintre aceste inteligențe regionale care a capturat nava terestră Ringmaster și i-a modificat echipajul. Gaea i-a salvat și, în imposibilitatea de a-i face la fel cum au fost, i-a pus pe fiecare acolo unde ar fi fericiți. Ea îi face o ofertă lui Cirocco: în schimbul unei vieți îndelungate și a unor abilități neobișnuite, să fie agentul lui Gaea în Rim, Vrăjitorea ei. Cirocco acceptă, cu condiția ca războiul dintre Titanide și Îngeri să se oprească.
Personalitatea ființei Gaea este cea a unui dependente de filme. A urmărit semnale de televiziune de pe Pământ și este obsedată de filme, în special cele din epoca de aur a Hollywoodului. Războiul Titanide-Îngeri a fost rezultatul faptului că a văzut filme de război și a realizat că omenirea va declara în mod inevitabil război împotriva ei. Războiul este o modalitate pentru ea de antrenament.

## Primire

### Premii
- Nominalizare Premiul Nebula, 1979[3]
- Câștigător al Premiului Locus, 1980[2]
- Nominalizare Premiul Hugo, 1980[2]

## Legături externe
- Titan at Worlds Without End
- Gaea the Mad Titan fan site of the Gaean Trilogy

## Vezi și
- 1979 în literatură
- 1979 în științifico-fantastic